# Colombianen in Nederland
Met Colombianen in Nederland (Spaans: Colombianos en los Países Bajos) worden in Nederland wonende Colombianen, of Nederlanders van Colombiaanse afkomst aangeduid. De Colombianen zijn de op twee na grootste Nederlandse migrantengroep uit Zuid-Amerika: alleen Surinaamse Nederlanders en Braziliaanse Nederlanders zijn omvangrijker.

## Aantal
Volgens het Centraal Bureau voor de Statistiek (CBS) woonden er op 1 januari 2020 zo'n 19.607 Nederlanders met een Colombiaanse migratieachtergrond in Nederland. Het overgrote deel van de Colombianen in Nederland is vrouwelijk (11.403 vrouwen tegen 8.204 mannen). 
| Eerste generatie | 3.570 | 4.969 | 6.646 | 7.634  | 8.925  | 11.215 |
| Tweede generatie | 1.367 | 2.056 | 3.239 | 4.658  | 6.421  | 8.392  |
| Totaal           | 4.937 | 7.025 | 9.885 | 12.292 | 15.346 | 19.607 |

De Colombiaanse gemeenschap in Nederland is vrij jong. Bijna 29% van de Colombianen was in 2020 tussen de 0 en 14 jaar oud (5.623 personen), terwijl  zo'n 3,5% 65 jaar of ouder was (680 personen).

## Bekende Nederlanders van Colombiaanse afkomst
- Jody Bernal; zanger
- Vicente Besuijen; voetballer
- Michael Chacón; voetballer
- Saskia Loretta van Erven Garcia; schermer
- Liza van der Most; voetbalster
- Liliana de Vries; actrice